# Geiten
Geiten (Capra) zijn een geslacht van evenhoevige zoogdieren uit de familie van de holhoornigen (Bovidae). De wetenschappelijke naam van het geslacht werd in 1758 gepubliceerd door Carl Linnaeus.

## Kenmerken
Geiten hebben lange platte staarten, die kaal zijn aan de onderzijde, en een kleine vlek onder het staartstuk. Op de knieën zitten eeltknobbels. Mannetjesgeiten ("bokken") zijn groter dan vrouwtjesgeiten en hebben lange, achterwaarts gebogen, geribbelde hoorns en een sik. De hoorns van de bok groeien door; hoe ouder de bok, des te zwaarder en langer de hoorns. Ze zijn te onderscheiden van mannetjesschapen ("rammen") doordat de hoorns van bokken niet krullen. De hoorns van het vrouwtje zijn veel kleiner, zo'n 20 tot 25 centimeter lang in alle soorten. Bokken besproeien zichzelf met urine, waardoor ze een sterke lichaamsgeur hebben. Beide geslachten hebben anale klieren.

## Leefwijze
Hoewel in de eerste plaats grazers, zijn geiten opportunistische eters die vrijwel elk plantaardig materiaal eten, zoals gras, bladeren, twijgen, knoppen, vruchten en wortelen. Daardoor kunnen verwilderde geiten grote schade toebrengen aan inheemse flora en fauna van eilanden, zoals bijvoorbeeld op de Galapagoseilanden. Ook weten ze zich goed aan te passen aan giftige planten. Na drie keer van een bepaalde giftige plant te hebben gegeten, weet een geit in welke hoeveelheden hij van deze plant zou kunnen eten zonder ziek te worden.

## Voortplanting
Jongen worden geboren na een draagtijd van 150 (bij kleinere soorten) tot 170 dagen (bij grotere soorten). Tweelingen komen regelmatig voor. Geiten worden gemiddeld acht jaar oud. Tot de natuurlijke vijanden behoort onder andere de wolf.

## Verspreiding
Wilde geiten komen voornamelijk voor in bergachtige streken in Zuid-Europa, Centraal- en Zuidwest-Azië en Noordoost-Afrika tot het Ethiopisch Hoogland. Het zijn gespecialiseerde klimmers, die zelfs op steile rotshellingen voorkomen. Geiten leven meestal in grotere kudden.

## Soorten
Er zijn zo'n tien soorten geiten. De huisgeit en de bezoargeit worden vaak tot dezelfde soort gerekend, evenals de verscheidene soorten steenbokken.
- Capra aegagrus – Bezoargeit
- Capra caucasica – West-Kaukasische toer of koebantoer
- Capra cylindricornis – Oost-Kaukasische toer of dagestantoer
- Capra falconeri – Schroefhoorngeit of markhoor
- Capra hircus – Geit
- Capra ibex – Alpensteenbok
- Capra nubiana – Nubische steenbok
- Capra pyrenaica – Spaanse steenbok
- Capra sibirica – Siberische steenbok
- Capra walie – Waliasteenbok